# Дибба
Ди́бба (Даба, араб. دبا‎) — прибрежный регион на границе Омана и эмирата Эль-Фуджайра, на полуострове Мусандам, к западу от мыса Дибба (Рас-Дибба), на побережье бухты Дибба (Дохат-Дибба) Оманского залива, в 50 км к северу от города Эль-Фуджайра. На западе окружён хребтом Руус-эль-Джибаль, северной оконечностью гор Хаджар. Здесь находится одноимённый город. Город поделён на три части, переходящие друг в друга. Эмират Шарджа имеет крохотный и густонаселённый полуэксклав Дибба-эль-Хисн между Оманом и эмиратом Эль-Фуджайра. На юге находится город Дибба-эль-Фуджайра — часть эмирата Эль-Фуджайра. На севере — Дибба-эль-Байя, относящийся к мухафазе Мусандам султаната Оман. Здесь находится пункт пропуска через государственную границу.
Близ Диббы произошла последняя битва «последователей пророка» с «отступниками», после которой вся Аравия стала исламской, а её юго-восточная часть вошла в Арабский халифат. В первой половине XVII века португальцы построили тут форты для защиты гавани.
После смерти в 1866 году шейха Султана I ибн Сакра аль-Касими (1803—1866), его сын Ахмад ибн Султан в 1871 году объявил себя шейхом Диббы. Ему наследовал в 1883 году Рашид ибн Ахмад, затем в 1937 году шейхом стал Ахмад II ибн Рашид, правивший до 1951 года.
Из достопримечательностей города Дибба-эль-Хисн — рыбный рынок на набережной и португальский форт XVII века.
Достопримечательностями оманского города Дибба-эль-Байя являются порт с рыбным рынком и большая крепость XIX века, обнесённая двойной стеной. Здесь находится аэропорт Диббы.